# Dollywood
Dollywood kan även syfta på filmindustrin i Bangladesh (Dhaka), se Dollywood, Bangladesh.

Dollywood är en temapark i Pigeon Forge, Tennessee, USA. Parken är grundad av och namngiven efter countryartisten Dolly Parton, och uppbyggd runt den timmerstuga där hon själv växte upp. Parkens portar slogs upp första gången 1986.
Förutom åkattraktioner, erbjuder Dollywood även traditionella hantverk och musik från Smoky Mountains-området. Dollywood äger även angränsande Dollywood's Splash Country, och kedjan Dixie Stampede dinner theaters. Parken har en rad konserter och musikevenemang varje år, bland annat uppträdande av Dolly Parton själv och hennes familj, liksom andra nationella och lokala band.
Dollywood besöks årligen av cirka 2,5 miljoner gäster. Parken är öppen från tidig vår och fram till jul.